# 东坝地区
东坝地区是中华人民共和国北京市朝阳区的一个地区办事处，同时保留东坝乡名称，其行政事务机构实行“一套人马，两块牌子”的体制，地区办事处与乡政府合署办公。
全乡共有七棵树、单店、西北门、东风、后街、焦庄、东小井、驹子房、三岔河9个村委会辖25个自然村，有8个居（家）委会。
东坝地区东邻楼梓庄乡（2004年被并入金盏地区），南接平房地区，西接将台地区，北接金盏地区，面积24.6平方公里。位于东坝集团的核心位置，其中城市建设用地805.01公顷（产业用地55公顷）；城市绿地268.21公顷；绿化隔离带建设用地419.46公顷；外围绿色空间328.59公顷；水域153.71公顷；市政用地52公顷；铁路用地18.55公顷；道路用地435.65公顷。2024年12月15日通车的北京地铁3号线和12号线过境，并设两线共用的东坝车辆段。

## 下辖社区
- 大街社区
- 单店西村社区
- 高杨树社区
- 红松园社区
- 十六局社区
- 康静里第一社区
- 康静里第二社区
- 东风散居社区
- 后街散居社区
- 西北门散居社区
- 七棵树散居社区
- 单店散居社区
- 驹子房散居社区
- 三岔河散居社区
- 东小井散居社区